# SC Bant
SC Bant was een amateurvoetbalvereniging uit Bant, gemeente Noordoostpolder, Flevoland, Nederland.

## Algemeen
De vereniging werd op 22 juni 1953 opgericht. Thuisbasis was het sportpark "De Akkers". In 2021 fuseerde club met SC Creil tot VV Creil-Bant, na al enkele jaren samenwerking.

## Standaardelftal
In het seizoen 2020/21 werd voor het eerst standaardvoetbal gespeeld onder de noemer SSA Creil/Bant, het kwam uit in de Vierde klasse zaterdag van het KNVB-district Noord. In 2021 fuseerde de twee clubs officieel.
Zelfstandig kwam het eerste elftal van 2009/10-2011/12 drie seizoenen uit in de tweede klasse, het hoogst bereikte niveau.

### Erelijst
Klassekampioen derde klasse: 2009
Klassekampioen vierde klasse: 2007, 2016

### Competitieresultaten 1997–2018
| 7 6D |

| 6 6A |

| 7 6D |

| 4 6A |

| 5 5A |

| 6 5A |

| 12 5A |

| 3 6A |

| 8 5A |

| 2 5A |

| 1 4A |

| 8 3A |

| 1 3A |

| 11 2I |

| 5 2J |

| 13 2J |

| 9 3A |

| 9 3D |

| 13 3A |

| 1 4A |

| 10 3A |

| 11 3A |

| 14 3D |

| - 4A* |

* 2020: als SSA Creil-Bant
2006: de beslissingswedstrijd op 17 mei bij ONS Sneek om het klassekampioenschap in 5A werd met 3-2 gewonnen van AVC.
| Tweede klasse | Derde klasse | Vierde klasse | Vijfde klasse | Zesde klasse |

SC Bant · SC Creil · SC Emmeloord · SV Ens · SC Espel · Flevo Boys · FC Kraggenburg · VV Nagele · RKO · SVM Marknesse · VV Tollebeek · SV TONEGO · SV Urk